# 圣若泽-杜迪维努 (皮奥伊州)
圣若泽-杜迪维努（葡萄牙語：São José do Divino）是巴西皮奥伊州的一个市镇。总面积319.114平方公里，总人口5082人，人口密度15.9人/平方公里。